# 寶拉·福克斯
寶拉·福克斯（英語： Paula Fox，1923年4月22日—2017年3月1日）是一位美國兒童文學作家，此外她還有成人小說和兩本回憶錄。她的小說《舞奴》（The Slave Dancer，1973年），並在1974年獲得紐伯瑞獎，在1978年獲得國際安徒生文學獎。1983年因《道別的地方》（A Place Apart）獲得美國國家圖書獎，在2008年因《伊凡的畫像》（Portrait of Ivan，1969年），德語譯作（Ein Bild von Ivan），贏得德國兒童文學獎。
在1992年她的成人小說被印刷出版。在90年代中期受到她復興的成人小說被美國新一代的小說家擁護。

## 個人簡介
寶拉·福克斯1923年4月22日出生於紐約。她的父親，保羅·賀維·福克斯（Paul Hervey Fox），是寫電影的劇本家但並經常酒醉。她的古巴出生的母親愛爾西·德·索拉·福克斯（Elsie De Sola Fox），對於她的出生並不期待，因此就把她留在紐約市的一所孤兒院。而她外婆正好來到美國救了她。當時沒有辦法給她一個家，而古巴的外婆把她讓給了一位叫艾爾伍德·寇寧牧師（Reverend Elwood Corning）(被她親密的叫艾爾伍德叔叔)的人，然後她和牧師他久病的母親一起在紐約鮑爾姆維爾生活。而牧師很親切地對她，教她很多重要的事情。福克斯第一次拜訪她雙親的家是在她3歲的時候，她在她母親的戰爭中對待她就像一個囚犯。這團聚讓她造成創傷，並在她的回憶錄《被借用的華麗服裝》（Borrowed Finery）裡寫到，"我感覺，如果她掩飾她的行為她會殺了我。"
年輕時先與霍華·伯德（Howard Bird）結婚並在1944年生了一個女兒琳達·伯德（Linda Bird）後為琳達·卡洛爾。然後，因為和自己的親生父母吵鬧的關係，她和伯德離婚也放棄了孩子給別人收養。福克斯之後上哥倫比亞大學，與文藝評論家和翻譯的馬丁·格林柏格（Martin Greenberg）結婚，她和第二任丈夫理查·西格森（Richard Sigerson）育有兩個兒子，但她與格林柏格只有生一個兒子大衛·格林柏格（David Greenberg），並教育他們還有開始寫作。
福克斯放棄收養的女兒，琳達·卡洛爾（Linda Carroll），亦是音樂家寇特妮·洛芙（Courtney Love）的母親，後寇特妮·洛芙在1992與涅槃樂團的主唱科特·柯本（Kurt Cobain）結婚，並在同年8月生下一女法蘭西絲·班恩·柯本（Frances Bean Cobain），讓福克斯成為法蘭西絲的曾外婆。

## 小說

### 成人小說
- 1967年《可憐的喬治》（Poor George）
- 1970年《絕望的性格》（Desperate Characters）
- 1972年《西部海岸》（The Western Coast）
- 1976年《寡婦的孩子》（The Widow’s Children）
- 1984年《傭人的故事》（A Servant’s Tale）
- 1990年《上帝的惡夢》（The God of Nightmares）
- 1984年《從世界看新聞：故事與散文》（News from the World: Stories and Essays）

### 兒童小說
- 1966年《莫里斯的房間》【插畫：英格麗德·費茲】（Maurice's Room）【pictures by Ingrid Fetz】
- 1967年《到巴比倫還有多少里？》【插畫：保羅·喬凡諾普洛斯】（How Many Miles to Babylon?）【illustrated by Paul Giovanopoulos】
- 1967年《一個可能的地方》【插畫：愛德華·亞迪佐尼】（A Likely Place）【illustrated by Edward Ardizzone】
- 1968年《親愛繁榮》【插畫：史帝夫·麥克拉克林】（Dear Prosper）【illustrated by Steve McLachlin】
- 1968年《面對石頭的男孩》【插畫：唐納德·A·麥凱】（The Stone-Faced Boy）【illustrated by Donald A. Mackay】
- 1969年《飢餓的弗雷德》【插畫：蘿絲瑪麗·威爾斯】（Hungry Fred）【illustrated by Rosemary Wells】
- 1969年《國王的獵鷹》【插畫：愛羅斯·基斯】（The King's Falcon）【illustrated by Eros Keith】
- 1969年《伊凡的畫像》【插畫：索爾·藍伯特】（Portrait of Ivan）【illustrated by Saul Lambert】
- 1970年《河豚活在大海裡》（Blowfish Live in the Sea）
- 1973年《誠實的伊森》【插畫：阿諾德·羅貝爾】（Good Ethan）【illustrated by Arnold Lobel】
- 1974年《舞奴》【插畫：愛羅斯·基斯】（The Slave Dancer）【illustrated by Eros Keith】
- 1978年《小小養豬人》【1996年插畫：羅伯特·伯德】（The Little Swineherd and Other Tales）【1996 edition illustrated by Robert Byrd】
- 1980年《道別的地方》（A Place Apart）
- 1984年《獨眼貓》（One-Eyed Cat）
- 1986年《月光人》（The Moonlight Man，ISBN 0-02-735480-6）
- 1987年《百合與遺失男孩（也出版為遺失男孩）》（Lily and the Lost Boy（also published as The Lost Boy），ISBN 0-531-08320-9）
- 1988年《海邊村莊（也出版為黑暗的地方）》（The Village by the Sea（also published as In a Place of Darkness））
- 1991年《猴島》（Monkey Island）
- 1993年《西風》（Western Wind）
- 1995年《老鷹風箏（也出版為聚集的黑暗）》（The Eagle Kite（also published as The Gathering Darkness））
- 1997年《光輝落下》（Radiance Descending）
- 1999年《艾姆札特和他的兄弟：三個義大利人的故事》（Amzat and His Brothers: Three Italian Tales）

### 回憶錄
- 2001年《被借用的華麗服裝》（Borrowed Finery）
- 2005年《最冷的冬天：縱梁在被解放的歐洲》（The Coldest Winter: A Stringer in Liberated Europe）

### 成人小說
- 1967年《可憐的喬治》（Poor George）
- 1970年《絕望的符號》（Desperate Characters）
- 1972年《西岸》（The Western Coast）
- 1976年《寡婦的孩子》（The Widow's Children）
- 1984年《一個僕人的故事》（A Servant's Tale）
- 1990年《夢魘之神》（The God of Nightmares）
- 2011年《世界新聞：故事與散文》（News from the World: Stories and Essays）

2011 News from the World: Stories and Essays

## 外部連結
- Oliver Broudy. . Paris Review. Summer 2004  [2011-10-15]. （原始内容存档于2020-11-12）.
- transcript of interview with Ramona Koval, for The Book Show on ABC Radio National July, 2004
- Paula Fox bio on frontstreetbooks.com
- Jesse Lichtenstein interviews Paula Fox （页面存档备份，存于） for Loggernaut.
- A Qualified Optimist, U.K. Guardian, Aida Edemariam, June 21, 2003 （页面存档备份，存于）
- Interview with Paula Fox at the Rumpus （页面存档备份，存于）